# Баязитова, Гульнафис
Гульнафис Баязитова (Сабитова; 4 декабря 1917, Илецк — 7 мая 1987, Алма-Ата) — казахская кобызистка, народная артистка Казахской ССР (1959); заслуженная артистка Казахской ССР (1944).

## Биография
Родилась в семье музыкантов. С детства играла на музыкальных инструментах, участвовала в кружках художественной самодеятельности.
С 1935 года работала в Казахском оркестре народных инструментов и при филармонии, долгие годы была ведущим концертмейстером. Лауреат 4-го международного фестиваля молодёжи и студентов (Бухарест, 1953). В сопровождении оркестра Баязитова исполняла народные песни и кюи, произведения композиторов Казахстана и европейских классиков, давала сольные концерты.

## Награды
- Орден Трудового Красного Знамени (3 января 1959) — за выдающиеся заслуги в развитии казахского искусства и литературы и в связи с декадой казахского искусства и литературы в гор. Москве
- Народная артистка Казахской ССР (1959)
- Заслуженная артистка Казахской ССР (1944)